# McLaren MCL35M
La McLaren MCL35M è una monoposto di Formula 1 costruita dalla casa automobilistica inglese McLaren per disputare il campionato mondiale di Formula 1 2021. La vettura è stata presentata il 15 febbraio 2021 all'interno del boulevard del McLaren Technology Centre ed è una stretta evoluzione della precedente MCL35, essendo basata sullo stesso telaio e condividendone molti componenti non modificabili per regolamento.
L’aggiunta della lettera “M” alla sigla della vettura dell’anno precedente sta ad indicare la nuova motorizzazione Mercedes (in sostituzione della power unit Renault, utilizzata nelle precedenti stagioni).

## Livrea
La livrea cambia poco e conferma i colori della precedente monoposto, modificando le grafiche e mantenendo i colori arancio papaya opaco con le fiancate, parte superiore del cofano e splitter anteriore in blu, con il mainplane degli alettoni di colore nero. Differentemente dalla precedente livrea, nella MCL35M c'è anche una striscia blu sul muso.
Per il Gran Premio di Monaco, in occasione del rinnovo della collaborazione tra la scuderia britannica e Gulf Oil, stipulato già nel 2020, le due MCL35M gareggiano con una livrea speciale caratterizzata dai colori dello sponsor statunitense, ossia il celeste predominante con dettagli arancioni, come la striscia al centro della vettura, le pance, parte dell'alettone anteriore e l'ala del Drag Reduction System.
Per il Gran Premio di Francia il team di Woking ha reso omaggio a Mansour Ojjeh, ex azionista della McLaren scomparso recentemente, con una leggera modifica alla livrea. Sul cofano motore, infatti, campeggia il suo nome scritto con lo stile del logo McLaren (ossia con lo stesso tipo di carattere del nome del marchio e con il McLaren Speedmark), sottostato dalle sue date di nascita e di morte. In più, sul muso della vettura compare il suo nome completo.
Per il Gran Premio di Portogallo, al posto dei marchi BAT, compare il brand Autogrill.
Per il Gran Premio di Abu Dhabi le due MCL35M mostrano una livrea rivisitata, la quale presenta delle decorazioni disegnate da Rabab Tantawy, un'artista emergente con sede negli Emirati Arabi Uniti. Tali ornamenti sono collocati nelle aree blu della vettura, ossia sull'alettone anteriore, sulle pance e sulla pinna, oltreché su una piccola porzione del cofano motore, e consistono in figure provenienti dalla Nubian Series, una collezione di opere realizzate da Tantawy. Tale aggiornamento di livrea è parte della campagna Drive by Change organizzata da Vuse, in collaborazione con McLaren, fine a dare una piattaforma agli artisti emergenti per mostrare i loro lavori a un pubblico globale attraverso il motorsport.

## Caratteristiche
La nuova monoposto viene modificata a livello di telaio con la modifica di tutta la parte posteriore della monoscocca, resasi necessaria con una deroga al regolamento concessa dalla FIA, per poter montare il nuovo motore fornito dalla Mercedes-AMG, che presenta una diversa disposizione dei componenti rispetto al motore Renault, a causa dei cambiamenti di regolamento il motore sarebbe dovuto debuttare sulla vettura del 2022. A causa della presenza del motore Mercedes, si è reso necessario un aumento dell'interasse al retrotreno. La trasmissione è invece prodotta dalla McLaren stessa, mentre l'aerodinamica si ispira alla monoposto MCL35; tuttavia, con i nuovi regolamenti al fondo che abbassano la downforce al 10% rispetto al 2020, la squadra, guidata dal direttore tecnico James Key e dal team principal Andreas Seidl, è riuscita a recuperare quel carico aerodinamico che si è andato a perdere modificando i bargeboard e i convogliatori aerodinamici per dare più efficienza alla vettura. Anche il musetto è stato modificato adottando una configurazione stretta molto simile alla Mercedes-AMG F1 W11 EQ Performance dell'anno precedente. L'intera area del cofano motore è stata riprogettata, con pance più sinuose e rastremate sulla falsariga della W11, con varie modifica alla configurazione del pacco radiatori dal minor ingombro, per l'inserimento del nuovo gruppo motopropulsore. Inoltre sono stati ridotti gli sfoghi di aria calda, con la presenza di un'unica apertura a "branchia" per aiutare il raffreddamento dei radiatori; questi sfoghi d'aria possono essere in base al tipo di circuito, ridotti o ulteriormente aperti. Su suggerimento degli stessi motoristi Mercedes, per incrementare il flusso d'aria dentro il motore, è stata introdott un nuovo roll hoop e una nuova air scoop di forma ovale per aumentare la portata nella scatola dell'aria.
La power unit è la Mercedes-AMG M12 E Performance realizzata all'interno degli stabilimenti Mercedes-AMG High Performance Powertrains a Brixworth. Ciò che rimane della vettura 2020 a causa dei congelamenti di alcune parti sono le strutture d'assorbimento ad impatto d'urto anteriore e posteriore che sono adattate ai nuovi profili dell'ala anteriore e posteriore.

## Scheda tecnica
| Caratteristiche tecniche - McLaren MCL35M                             | Caratteristiche tecniche - McLaren MCL35M                                                      | Caratteristiche tecniche - McLaren MCL35M                                                      | Caratteristiche tecniche - McLaren MCL35M                                                                | Caratteristiche tecniche - McLaren MCL35M                                                                | Caratteristiche tecniche - McLaren MCL35M                                                                |
| Configurazione                                                        | Configurazione                                                                                 | Configurazione                                                                                 | Configurazione                                                                                           | Configurazione                                                                                           | Configurazione                                                                                           |
| --------------------------------------------------------------------- | ---------------------------------------------------------------------------------------------- | ---------------------------------------------------------------------------------------------- | --- | --- | --- |
| Carrozzeria: monoposto                                                | Carrozzeria: monoposto                                                                         | Posizione motore: centrale                                                                     | Posizione motore: centrale                                                                               | Trazione: posteriore                                                                                     | Trazione: posteriore                                                                                     |
| Dimensioni e pesi                                                     |                                                                                                |                                                                                                | | | |
| Ingombri (lungh.×largh.×alt. in mm): 5700 × 1950 × 950                | Ingombri (lungh.×largh.×alt. in mm): 5700 × 1950 × 950                                         | Ingombri (lungh.×largh.×alt. in mm): 5700 × 1950 × 950                                         | Ingombri (lungh.×largh.×alt. in mm): 5700 × 1950 × 950                                                   | Diametro minimo sterzata:                                                                                | Diametro minimo sterzata:                                                                                |
| Posti totali: 1                                                       | Posti totali: 1                                                                                | Bagagliaio: assente                                                                            | Bagagliaio: assente                                                                                      | Serbatoio: 110 kg                                                                                        | Serbatoio: 110 kg                                                                                        |
| Masse                                                                 | / in ordine di marcia: 752 kg                                                                  | / in ordine di marcia: 752 kg                                                                  | / in ordine di marcia: 752 kg                                                                            | / in ordine di marcia: 752 kg                                                                            | / in ordine di marcia: 752 kg                                                                            |
| Meccanica                                                             |                                                                                                |                                                                                                | | | |
| Tipo motore: Mercedes AMG F1 M12 E Performance, V6 con bancate di 90° | Tipo motore: Mercedes AMG F1 M12 E Performance, V6 con bancate di 90°                          | Tipo motore: Mercedes AMG F1 M12 E Performance, V6 con bancate di 90°                          | Cilindrata: 1600 cm³                                                                                     | Cilindrata: 1600 cm³                                                                                     | Cilindrata: 1600 cm³                                                                                     |
| Distribuzione: pneumatica                                             | Distribuzione: pneumatica                                                                      | Distribuzione: pneumatica                                                                      | Alimentazione: 500 bar-diretta (1 iniettore per cilindro)                                                | Alimentazione: 500 bar-diretta (1 iniettore per cilindro)                                                | Alimentazione: 500 bar-diretta (1 iniettore per cilindro)                                                |
| Prestazioni motore                                                    | Potenza: 1040 CV / Coppia: 500 N·m                                                             | Potenza: 1040 CV / Coppia: 500 N·m                                                             | Potenza: 1040 CV / Coppia: 500 N·m                                                                       | Potenza: 1040 CV / Coppia: 500 N·m                                                                       | Potenza: 1040 CV / Coppia: 500 N·m                                                                       |
| Accensione: elettronica McLaren Electronic Systems (MES)              | Accensione: elettronica McLaren Electronic Systems (MES)                                       | Accensione: elettronica McLaren Electronic Systems (MES)                                       | Impianto elettrico: McLaren Electronic Systems (MES)                                                     | Impianto elettrico: McLaren Electronic Systems (MES)                                                     | Impianto elettrico: McLaren Electronic Systems (MES)                                                     |
| Frizione: levetta posizionata sul volante                             | Frizione: levetta posizionata sul volante                                                      | Frizione: levetta posizionata sul volante                                                      | Cambio: longitudinale McLaren, 8 marce + retromarcia, con comando semiautomatico elettronico sequenziale | Cambio: longitudinale McLaren, 8 marce + retromarcia, con comando semiautomatico elettronico sequenziale | Cambio: longitudinale McLaren, 8 marce + retromarcia, con comando semiautomatico elettronico sequenziale |
| Telaio                                                                |                                                                                                |                                                                                                | | | |
| Corpo vettura                                                         | in materiale composito a nido d'ape con fibra di carbonio                                      | in materiale composito a nido d'ape con fibra di carbonio                                      | in materiale composito a nido d'ape con fibra di carbonio                                                | in materiale composito a nido d'ape con fibra di carbonio                                                | in materiale composito a nido d'ape con fibra di carbonio                                                |
| Sospensioni                                                           | anteriori: push-rod / posteriori: pull rod                                                     | anteriori: push-rod / posteriori: pull rod                                                     | anteriori: push-rod / posteriori: pull rod                                                               | anteriori: push-rod / posteriori: pull rod                                                               | anteriori: push-rod / posteriori: pull rod                                                               |
| Freni                                                                 | anteriori: Freni a disco Brembo autoventilati / posteriori: Freni a disco Brembo autoventilati | anteriori: Freni a disco Brembo autoventilati / posteriori: Freni a disco Brembo autoventilati | anteriori: Freni a disco Brembo autoventilati / posteriori: Freni a disco Brembo autoventilati           | anteriori: Freni a disco Brembo autoventilati / posteriori: Freni a disco Brembo autoventilati           | anteriori: Freni a disco Brembo autoventilati / posteriori: Freni a disco Brembo autoventilati           |
| Pneumatici                                                            | Pirelli / Cerchi: O.Z. da 13 in                                                                | Pirelli / Cerchi: O.Z. da 13 in                                                                | Pirelli / Cerchi: O.Z. da 13 in                                                                          | Pirelli / Cerchi: O.Z. da 13 in                                                                          | Pirelli / Cerchi: O.Z. da 13 in                                                                          |
| Altro                                                                 |                                                                                                |                                                                                                | | | |
| Energia batteria (a giro) 4 MJ                                        | Sistema ERS                                                                                    | Sistema ERS                                                                                    | Sistema ERS                                                                                              | Sistema ERS                                                                                              | Sistema ERS                                                                                              |
| Potenza MGU-K: 120 kW                                                 | Giri max MGU-K: 50 000 giri/min Giri max MGU-H: 125 000 giri/min                               | Giri max MGU-K: 50 000 giri/min Giri max MGU-H: 125 000 giri/min                               | Giri max MGU-K: 50 000 giri/min Giri max MGU-H: 125 000 giri/min                                         | Giri max MGU-K: 50 000 giri/min Giri max MGU-H: 125 000 giri/min                                         | Giri max MGU-K: 50 000 giri/min Giri max MGU-H: 125 000 giri/min                                         |
| Fonte dei dati: McLaren-Mercedes F1 Team                              |                                                                                                |                                                                                                | | | |

## Piloti
| Piloti ufficiali       | Piloti ufficiali  | Piloti ufficiali  |
| Nazione                | Nome              | Numero            |
| ---------------------- | ----------------- | ----------------- |
| Australia (bandiera)   | Daniel Ricciardo  | 3                 |
| Regno Unito (bandiera) | Lando Norris      | 4                 |
| Piloti di riserva      |                   |                   |
| Nazione                | Nome              | Numero            |
| Regno Unito (bandiera) | Will Stevens      | Will Stevens      |
| Regno Unito (bandiera) | Oliver Turvey     | Oliver Turvey     |
| Belgio (bandiera)      | Stoffel Vandoorne | Stoffel Vandoorne |
| Paesi Bassi (bandiera) | Nyck de Vries     | Nyck de Vries     |
| Regno Unito (bandiera) | Paul di Resta     | Paul di Resta     |

## Carriera agonistica

### I primi test privati
Dopo la presentazione della vettura, il 16 febbraio 2021 la monoposto è stata scesa in pista per la prima volta sul circuito di Silverstone, dove i piloti hanno provato la vettura e il nuovo motore Mercedes AMG.

### Stagione
Nella prima gara del mondiale in Bahrain con il quarto posto di Lando Norris e il settimo di Daniel Ricciardo la McLaren si dimostra la terza forza del campionato in lotta con la Scuderia Ferrari. Nella seconda gara a Imola il team conquista il primo podio stagionale con un terzo posto di Norris, grazie anche al sesto posto di Ricciardo il team consolida il terzo posto nella classifica costruttori. In Portogallo Norris ottiene un altro quinto posto, mentre Ricciardo risale dalla 16ª alla nona posizione.
A partire dalla gara di Barcellona però, la scuderia vede accorciarsi il distacco con la Scuderia Ferrari. A Monaco, infatti, Norris arriva terzo alle spalle del ferrarista Carlos Sainz Jr., pilota della McLaren fino alla stagione precedente. Ricciardo, doppiato dal compagno di squadra, non va oltre la dodicesima posizione. A Baku, nonostante entrambi i piloti siano andati a punti, la scuderia perde la terza piazza, a favore della “rossa”. In Francia però, grazie al quinto posto di Norris ed al sesto di Ricciardo, in una gara negativa per la Ferrari, il team torna a occupare la terza posizione in classifica costruttori. Essa sarà mantenuta anche nei seguenti due Gran Premi al Red Bull Ring, nel secondo dei quali Lando Norris ottiene il terzo podio stagionale della squadra, dopo essere partito secondo. Dopo una buona gara a Silverstone, conclusa con un quarto e un quinto posto, in Ungheria il team non ottiene punti per la prima volta in stagione, con Ricciardo e Norris messi fuori gioco in partenza da Lance Stroll e Valtteri Bottas. La McLaren arriva alla pausa estiva a pari punti con la Ferrari.
In Belgio Ricciardo si qualifica in quarta posizione, che diventerà anche la posizione d'arrivo essendo la gara interrotta dopo un solo giro in regime di safety car. A Zandvoort la McLaren risulta poco competitiva, ottenendo un solo punto con Norris. Nel Gran Premio d'Italia la McLaren torna a vincere una gara dopo quasi 9 anni, grazie al successo di Ricciardo. Con il secondo posto di Norris, il team diventa il primo e l'unico ad ottenere una doppietta nel 2021, sorpassando momentaneamente la Ferrari in classifica costruttori. Ricciardo fa segnare anche il giro veloce nell'ultima tornata del Gran Premio. Nel successivo Gran Premio di Russia Lando Norris regala la prima pole position alla McLaren dopo 9 anni, dal Gran Premio del Brasile 2012. Dopo essere stato superato da Sainz alla partenza, Norris si riporta in prima posizione fino a quattro giri dal termine, quando la decisione di non montare gomme da bagnato lo farà retrocedere fino al settimo posto finale. Ricciardo, invece, approfitta della pioggia negli ultimi giri per concludere quarto.
Nelle ultime gare della stagione la monoposto perde di competitività, risultando molto meno veloce della Ferrari (dalla quale viene sorpassata e staccata in classifica costruttori) e consentendo ai piloti di battagliare con le AlphaTauri e le Alpine. In Turchia Norris ottiene un settimo posto, mentre nel Gran Premio degli Stati Uniti Ricciardo ottiene un quinto posto. A Città del Messico la gara di Ricciardo è compromessa da un contatto con Valtteri Bottas, mentre Norris, partito 18º a causa della sostituzione di diverse componenti della power unit, rimonta fino alla decima posizione. Partito quinto, a Interlagos Norris è rallentato da una foratura dovuta ad un contatto con l'ex compagno di squadra Sainz, arrivando decimo. Un'altra foratura arriva in Qatar: Norris, 4º a pochi giri dalla fine, deve accontentarsi di un nono posto. In queste due gare Ricciardo non ottiene punti. In Arabia Saudita Ricciardo trae vantaggio da una bandiera rossa conquistando il quinto posto; Norris, invece, si trova nella situazione opposta e non va oltre il decimo posto. La gara conclusiva ad Abu Dhabi vede Norris partire in terza posizione, nonostante ciò il britannico conclude settimo, vittima nuovamente di una foratura. Ricciardo chiude l'annata con un dodicesimo posto.
La McLaren arriva dunque quarta in classifica costruttori, con 275 punti, 73 in più rispetto alla stagione precedente.

## Risultati in Formula 1
| Anno | Team    | Motore   | Gomme | Piloti    |   |   |   |   |    |   |   |    |   |   |     |    |    |    |   |    |   |    |     |    |    |    | Punti | Pos. |
| ---- | ------- | -------- | ----- | --------- | - | - | - | - | -- | - | - | -- | - | - | --- | -- | -- | -- | - | -- | - | -- | --- | -- | -- | -- | ----- | ---- |
| 2021 | McLaren | Mercedes | P     | Ricciardo | 7 | 6 | 9 | 6 | 12 | 9 | 6 | 13 | 7 | 5 | 11  | 4  | 11 | 13 | 4 | 13 | 5 | 12 | Rit | 12 | 5  | 12 | 275   | 4º   |
| 2021 | McLaren | Mercedes | P     | Norris    | 4 | 3 | 5 | 8 | 3  | 5 | 5 | 5  | 3 | 4 | Rit | 14 | 10 | 2  | 7 | 7  | 8 | 10 | 10  | 9  | 10 | 7  | 275   | 4º   |

| Legenda | 1º posto     | 2º posto | 3º posto    | A punti         | Senza punti/Non class.  | Grassetto – Pole position Corsivo – Giro più veloce Apice – Risultato Qualifica Sprint (A punti) |
| Legenda | Squalificato | Ritirato | Non partito | Non qualificato | Solo prove/Terzo pilota | Grassetto – Pole position Corsivo – Giro più veloce Apice – Risultato Qualifica Sprint (A punti) |

- Nel Gran Premio del Belgio non è stato coperto il 75% della distanza prevista, quindi i punti assegnati sono la metà di quelli previsti per la distanza completa; i giri più veloci non sono stati riconosciuti nella classifica finale del Gran Premio.[16]